# 카라반첼
카라반첼(스페인어: Carabanchel)은 스페인 마드리드의 행정구 중 하나이다.

## 지역

카라반첼

카라반첼은 7개의 다음과 같은 지구가 있다.
- 아브란테스
- 부에나비스타
- 코미야스
- 오파녤
- 푸에르타보니타
- 산이시드로
- 비스타알레그레